# KZ-Außenlager Krondorf-Sauerbrunn
Das KZ-Außenlager Krondorf-Sauerbrunn wurde als Außenlager des Konzentrationslagers Flossenbürg in der Gemeinde Krondorf-Sauerbrunn nordöstlich von Karlsbad eingerichtet. Es war das erste Außenlager dieses Konzentrationslagers im Sudetenland.  Es bestand vom 19. August 1942 bis zum 15. Juli 1944 und umfasste 50 bis 120 Häftlinge. Die KZ-Häftlinge waren anfangs in Baracken, später in einer umzäunten Villa untergebracht, die der Heinrich Mattoni AG gehörte. 98,8 % der Aktien dieser Firma befanden sich seit 1940 im Besitz der Deutsche Wirtschaftsbetriebe GmbH der SS. Im Auftrag des SS-Wirtschafts- und Verwaltungshauptamtes (SS-WVHA) wurde eine Quelle gefasst sowie ein Quelltempel und eine Füllanlage für Mineralwasser für die Heinrich Mattoni AG errichtet. Außerdem wurden die Gleisanlagen der Heinrich Mattoni AG ausgebessert.
Die SS-Wachmannschaft umfasste 20 SS-Männer und wurde vom Baurat SS-Untersturmführer Horst Köhler geleitet. Der Bauleiter Horst Köhler schützte die Häftlinge vor den Misshandlungen des ersten Kommandoführers SS-Scharführer Johann Baptist Kübler. Abgelöst wurde Kübler durch SS-Untersturmführer Zippe.
Das Lager lag unweit der Lokalbahn Wickwitz–Gießhübl-Sauerbrunn.
Heute ist dort der Mineralwasserproduzent Karlovarská Korunní Kyselka s.r.o. ansässig. 